# Gert Bange
Gert Bange (* 1. Dezember 1977 in Görlitz) ist ein deutscher Strukturbiologe und Biochemiker. Er ist Professor für Biochemie am Fachbereich Chemie und Vizepräsident für Forschung der Philipps-Universität Marburg.

## Werdegang
Nach dem Abitur 1996 und Zivildienst in Halle/Saale studierte Bange von 1997 bis 2002 an der Martin-Luther-Universität Halle/Saale Diplom Biochemie. 2007 promovierte er in Biochemie und arbeitete bis 2012 am Biochemie Zentrum der Ruprecht-Karls-Universität Heidelberg bei Irmgard Sinning. Anschließend wechselte er als unabhängiger Nachwuchsgruppenleiter an das LOEWE Zentrum für synthetische Mikrobiologie (SYNMIKRO) der Philipps-Universität Marburg. Seit 2018 ist er W3-Professor für Biochemie am Fachbereich Chemie der Philipps-Universität und war von 2019 bis 2022 stellvertretender geschäftsführender Direktor von SYNMIKRO. Seit 2021 ist er außerdem Fellow am Max-Planck-Institut für terrestrische Mikrobiologie in Marburg.
Bange ist verheiratet und hat zwei Töchter.

## Schaffen
Bange arbeitet auf den Gebieten der Strukturbiologie und Biochemie und interessiert sich für das molekulare Entschlüsseln neuer biologischer Mechanismen und deren Komponenten. Forschungsschwerpunkte sind die Untersuchung molekularer Maschinen, Mechanismen der bakteriellen Stress- und Umweltanpassung und der Interaktion zwischen Mikroorganismen und ihrer Wirte.
Bange ist Mitglied des Editorial Boards des Journal for Biological Chemistry und des Journal of Bacteriology. 
Er ist im Vorstand der Initiative Biotechnologie und Nanotechnologie e. V. und war bis 2022 Mitglied des Senats der Philipps-Universität Marburg. Seit 2022 bekleidet er das Amt des Vize-Präsidenten für Forschung an der Universität Marburg. Mit großer Zustimmung wurde er zum April 2025 für eine zweite Amtszeit bestätigt. Ein zentrales Ziel seiner Tätigkeit bestand darin, die Philipps-Universität Marburg im Rahmen der Exzellenzinitiative von Bund und Ländern zu positionieren. Dies wurde im Mai 2025 mit der erfolgreichen Einwerbung von zwei Exzellenzclustern erreicht.

## Ehrungen und Auszeichnungen (Auswahl)
- 2021 – ERC Advanced Grant „KIWIsome“[11]
- 2020 – Preis für exzellente Promotionsbetreuung an der Philipps-Universität Marburg[12]
- 2018 – Gewinner des iGEM Wettbewerbs (Overgrad, als Instructor des Teams)[13]
- 2012 – Stipendiat der Peter und Traudl Engelhorn Stiftung